# Quận Hancock, Tennessee
Quận Hancock là một quận thuộc tiểu bang Tennessee, Hoa Kỳ.
Quận này được đặt tên theo. Theo điều tra dân số của Cục điều tra dân số Hoa Kỳ năm 2000, quận có dân số 6786 người, dân số năm 2005 là 6704 người . Quận lỵ đóng ởSneedville6.

## Địa lý
Theo Cục điều tra dân số Hoa Kỳ, quận có diện tích 579 km2, trong đó có 3 km2 là diện tích mặt nước.

### Quận giáp ranh
- Quận Lee, Virginia (bắc)
- Quận Scott, Virginia (đông bắc)
- Quận Hawkins (đông)
- Quận Grainger (tây nam)
- Quận Claiborne (tây)